# 149 f.Kr.

## Händelser

### Efter plats

#### Romerska republiken
- Det tredje puniska kriget bryter ut på allvar när Rom förklarar krig mot Kartago och landstiger med en armé i Africa samt inleder slaget om Kartago.
- Servius Sulpicius Galba åtalas för korumption medan han tjänstgör i Spanien, men frikänns efter att ha visat upp sin gråtande familj i domstolen.
- Bråket i Spanien blossar åter upp under Viriathus ledning i och med återupptagandet av de lusitaniska och keltisk-iberiska krigen.

#### Makedonien
- Andriscus blir den siste kungen av Makedonien.

#### Bithynien
- Med romersk hjälp avsätter Nikomedes II sin far Prusias II som kung av Bithynien.

## Avlidna
- Cato d.ä., romersk statsman
- Prusias II, kung av Bithynien (mördad)